# 里金 (英國國會選區)
里金（英語：The Wrekin），英國國會一郡選區，位於英格蘭什羅普郡東部，包括特爾福德-里金北部十七個地方選區和布里奇諾斯區北部四個地方選區。
本區自1997年創設以來一直支持工黨的彼得·布拉德利，但2005年改為支持保守黨的馬克·普理查。後者在2010年大選以47.7%選票成功連任。